# Lucas Krebbs
Lucas Krebbs (1987) is een personage uit de Amerikaanse soapserie Dallas. Hij is een zoon van Bobby Ewing en Jenna Wade, en geadopteerd door Ray Krebbs.